# Saint-Maurice-de-Ventalon
Saint-Maurice-de-Ventalon là một xã ở tỉnh Lozère trong vùng Occitanie, phía nam nước Pháp.